# Coelotes shimajiriensis
Coelotes shimajiriensis är en spindelart som beskrevs av Matsuei Shimojana 2000. Coelotes shimajiriensis ingår i släktet Coelotes och familjen mörkerspindlar. Inga underarter finns listade i Catalogue of Life.